# Nikon D3100
Nikon D3100 é uma câmera DSLR em formato DX com montagem de lente Nikon F-mount de 14.2 megapixels anunciada pela Nikon em 19 de agosto de 2010. Ela substituiu a D3000 como modelo de entrada DSLR da Nikon. Ela introduziu o novo processador de imagem EXPEED 2 da Nikon e foi a primeira Nikon DSLR com a gravação de vídeo total em alta definição com auto foco em tempo integral e compressão H.264, ao invés da compressão Motion JPEG. Foi também a primeira Nikon DSLR a fornecer gravação em alta definição em mais de uma taxa de quadro.
Seu uso é assistido por dois modos de guia: tutorial de Fácil Operação e Operação Avançada. Em 19 de abril de 2012, a D3200 substituiu a D3100 como modelo de entrada DSLR da Nikon.

## Características
- Nikon 14.2-megapixel formato Nikon DX sensor CMOS com 12 bits de resolução.
- Processador de imagem Nikon EXPEED 2.
- D-Lighting ativo.
- Correção automática de aberração cromática.
- Limpeza de sensor e sistema de controle de fluxo de ar
- 3.0-inch 230,000-dot resolução fixa TFT LCD.
- Disparo Contínuo de 3 frames por segundo.
- Modo Live View. Modos do Live View: prioridade no rosto, Área ampla, Área normal, Rastreamento de assunto
- Gravação de vídeo em Máxima Alta Definição (1080p durante 10 minutos a 24 quadros por segundo no codec H.264), adicionalmente 720p30/25/24 e 480p24.
- Autofocus em tempo integral no modo de filme.
- Medição 3D Color Matrix II com Sistema de Reconhecimento de Cena.
- Rastreio 3D Multi-CAM 1000 autofocus módulo sensor com 11 pontos AF.
- Sensibilidade ISO de 100-3200 (6400 e 12800 com boost).
- Lentes Nikon F-mount.
- Sistema de exposição do flash i-TTL sem built-in, porém com suporte para comando com flash externo wireless.
- Retoque estendido na câmera: D-Lighting, Redução de olho vermelho, Recorte, monocromático & filtros de efeitos, Equilíbrio de cor, Imagem pequena, Sobreposição de imagem, NEF (RAW), Retoque rápido, Endireitar, Controle de distorção, Fisheye, Esboço de cores, Controle de perspectiva, Efeito miniatura, Editar filme.
- Formatos de arquivo: JPEG, NEF (RAW da Nikon, 12-bit comprimido).
- Compatibilidade com cartões de memória SDXC.

Como outras DSLR's de nível consumidor da Nikon, a D3100 não tem motor de autofocus no corpo, e o autofoco é totalmente automático e requer uma das atualmente 162 lentes com motor de autofocus integrado. Como qualquer outra lente, o telêmetro eletrônico da câmera pode ser usado para ajustar o foco manualmente.
Pode-se montar lentes A não modificadas (também chamadas de Non-AI, Pre-AI ou F-type), com suporte ao telêmetro eletrônico e sem medição.

## Recepção
A D3100 tem recebido muitos avaliações independentes e comparações de imagem em todas as velocidades de ISO.
A D3100 é a única Nikon DSLR conhecida com uma interface de sensor de imagem que interage com conversores analógicos-digitais não produzidos pela Nikon: O resultado é um alcance dinâmico apenas ao nível de concorrentes (preço mais elevado) como a Canon EOS 600D; e menor do que outras correntes Nikon DSLRs.